# Muhammad Ayub Khan
Muhammad Ayub Khan (oftest bare Ayub Khan; født 14. maj 1907, død 19. april 1974) var en pakistansk militærmand og politiker og var Pakistans præsident fra 1958 til 1969.
Ayub Khan kom fra en enkel familie tilhørende pashtunerne. Han blev Pakistans første indfødte arméchef i januar 1951 da han afløste britten Douglas Gracey. Han blandede sig i politik og kunne nedlægge veto mod politiske beslutninger, hvis disse påvirkede arméens interesser. I 1958 besluttede han sammen med sine medhjælpere at sætte en stopper for de civile politikere og give landet "stabilitet".
Under Ayub Khans styre gennemførtes en stor jordreform. En ny grundlov trådte i kraft i 1962, men magten forblev på Ayub Khans hænder. Udenrigspolitisk fik Ayub Khan støtte af USA, som oprettede militære baser i landet. Krigen mellem Pakistan og Indien i 1965 forringede Ayub Khans position (selvom han udnævnte sig selv til feltmarskal) og i 1968 overlod han magten til hærchefen Yahya Khan, der tiltrådte året efter.